# Stazione di Rodez
La stazione di Rodez (in francese Gare de Rodez) è la principale stazione ferroviaria di Rodez, Francia.